# Podmolí
Podmolí település Csehországban, a Znojmói járásban. Podmolí Znojmo, Havraníky, Hnanice, Bezkov, Lukov és Mašovice településekkel határos. Lakosainak száma 160 fő (2024. január 1.).

## Népesség
A település lakosságának változását az alábbi diagram mutatja:
| Lakosok száma | 253  | 295  | 298  | 242  | 180  | 162  | 167  | 168  | 165  | 160  |
|               | 1869 | 1890 | 1921 | 1950 | 1980 | 2001 | 2017 | 2019 | 2022 | 2024 |